# Kristian Mikkelsen
Kristian Mikkelsen, född den 24 november 1845 i Köpenhamn, död den 24 april 1924 i Roskilde, var en dansk filolog. 
Mikkelsen blev 1872 filologie kandidat, 1876 adjunkt och 1892 lektor vid Roskilde lärdomsskola. Han avgick som "overlærer" 1917. Mikkelsen författade bland annat Dansk sproglære. Haandbog for lærere og viderekomne, med sproghistoriske tillæg (1894), en mycket utförlig och ingående skildring av den nyare danskan, och en omfattande Dansk ordföjningslære (1910).